# Медицина Древнего Египта
Древнеегипетская медицина — самая древняя из документированных медицинских систем. С XXXIII века до н. э. до персидского вторжения в 525 году до н. э. она не претерпела особенных изменений в практике, которая тем не менее была передовой для своего времени в некоторые исторические периоды и включала в себя простую неинвазивную хирургию, способы лечения переломов и обширный набор фармакопеи. Древнеегипетская медицина оказала влияние на многие последующие медицинские системы Древнего мира, в том числе на греческую.

### Медицинские папирусы
- Папирус Кахуна[3] (1800—1850 до н. э.) состоит из трёх частей, посвящённых медицине, ветеринарии и математике. Первый папирус состоит из трёх листов с медицинским текстом по гинекологии, перечисляет 17 диагнозов женских заболеваний, 17 симптомов беременности, рецепты для зачатия, контрацепции или предписания к лечению истерии.
- Папирусы из Рамессумы (1850 до н. э.) — два папируса, написанных иероглифическим письмом, а не иератическим, как большинство медицинских папирусов. Первый папирус — медико-магический, содержит рецепты, касающиеся родов, ухода за новорожденным, прогноза его жизнеспособности. Имеется один рецепт по предотвращению зачатия с применением экскрементов крокодила. Второй — чисто медицинский, текст которого частично утрачен. В сохранившейся части содержатся 20 рецептов, большей частью от болезни под названием «негибкость членов».
- Папирус Смита (1550 до н. э.) содержит рациональные приёмы и методы лечения, рассматривает 48 видов травм, даёт рекомендации по их лечению и прогноз на выздоровление.
- Папирус Эберса (1550 до н. э.) посвящён вопросам частной патологии, в нём описывается 250 заболеваний, 877 способов лечения, 900 рецептов лекарств.
- Папирус Бругша (1400 до н. э.) представляет собой трактат по детским болезням, фактически первый известный трактат по педиатрии, хотя медицинская составляющая теряется за мистической.
- В Берлинском папирусе описываются болезни сосудов и ревматизм, приводится способ определения пола будущего ребенка, дается совет, как определить, сможет ли женщина родить: «Для распознания женщины, которая сможет родить и которая не сможет, растение „бедедука“ растереть и смешать с молоком женщины, которая родила мальчика, и дать проглотить. Если это вызовет рвоту — то будет рожать, если вспучит — никогда не будет рожать».
- Папирус Хёрста (Верхний Египет) описывает рецепты эмпирического врачевания. В нём описывается 260 случаев болезней, из которых 96 упоминаются в папирусе Эберса, имеется глава о болезнях костей, лечении переломов конечностей и мерах предосторожности при укусах ядовитыми насекомыми.
- Лондонский папирус[4] — основное внимание уделено магическим приёмам лечения. Вместе с тем там приводятся и рациональные рецепты — такие, как применение для лечения куриной слепоты бычьей печенью, содержащей витамин А, как употребление при желудочных заболеваниях клещевины, имеющей в своём составе касторовое масло. Из 61 рецепта 25 относятся к врачеванию.
- В Лейденском папирусе[4] приводятся рецепты и описаны приёмы магического и эмпирического врачевания, аналогичные тем, которые приводятся в других папирусах.

## Врачи Древнего Египта
Медициной в Древнем Египте занимались жрецы. Геродот пишет, что их специализация различалась: «каждый врач занимается особым родом болезней: одни — глазные врачи, другие — врачи для головы, третьи — для зубов, и ещё иные — для невидимых болезней» и ещё был специальный «изготовитель лекарств», однако это свидетельство относится уже к Позднему периоду. Если врачебная специализация и была раньше, то относилась только к придворным медикам, да и то была условной, так как «специализации» одного врача перечисляются как почётные титулы.
С Древнего царства существовала иерархия врачей, носящих титулы: ḫrp (проверяющий), ḥry (старший), imy-r (руководитель), sḥḏ (просвещённый), wr swnw (главный лекарь).
У врачей Древнего Египта была хорошая репутация, и правители других империй даже просили фараона прислать к ним врачей, чтобы лечить своих родственников. Имена некоторых из врачей Египта — Имхотеп, Мерит Птах, Песешет (первые женщины-врачи) и Хесира (возможно, первый известный в истории стоматолог) — остались в истории. Однако следует учитывать, что источники для столь древних эпох редко бывают абсолютно достоверны. Обстоятельства жизни и деятельности этих людей окружены легендами, более поздними дополнениями и искажениями.
Обучение врачей проходило в домах жизни при храмах.

## Методы лечения и диагностики
Лечение в Древнем Египте представляло собой синтез магии и терапии. Как правило, они применялись в совокупности по принципу: «Магия действенна вместе с лекарственным средством, лекарственное средство действенно вместе с магией». Но вместе с тем встречаются и источники, в которых роль магии и заклинаний рассматривается как решающая, действенная сама по себе.
Магические методы воздействия заключались в экзорцизме, то есть в изгнании из тела больного «демонов», которые вызвали болезнь. Диагностика же заключалась в том, чтобы по симптомам установить, какой конкретно демон засел в теле больного, после чего прогнать его заклинаниями и лекарствами.
Для лечения египтяне применяли практически все известные им материалы и компоненты: начиная от самых тривиальных (мёд, молоко, масло, растительные и животные жиры, лекарственные травы, глина, сода и прочее) до более чем экзотических. Многие рецепты лекарств содержали навоз, который содержит продукты брожения и плесени; некоторые из них имеют целебные свойства, но также и бактерии, представляющие серьёзную угрозу заражения.
В основном советы врачей для сохранения здоровья включали рекомендации мыться и брить тела, в том числе под мышками, так как это поможет предотвратить инфекции. Они также рекомендовали пациентам следить за своим питанием и избегать продуктов, таких как сырая рыба или сырое мясо других животных, считавшееся нечистым.
В Папирусе Эберса приведён рецепт от мигрени, которую называли болезнью половины головы (ges-tep):

Другое [средство] от болезни (meret) половины головы (ges-tep). Череп рыбы-кошки (nar), обжаренный в масле. Помазать этим голову.

Согласно исследованиям Американского химического общества (American Chemical Society), древние египтяне намеренно добавляли в косметику свинец, который в соединении с солью способствует выделению в организме оксида азота, что стимулирует иммунную систему и предупреждает конъюнктивит.

## Хирургия и анатомия
Египтяне практиковали бальзамирование, при котором внутренние органы трупа извлекаются и помещаются отдельно — то есть можно предположить, что египтяне примерно представляли анатомическое устройство человека, однако не знали функций каждого органа. Например, органом мышления и вообще самым важным органом человека считалось сердце как единственный орган, ощутимо реагирующий на происходящее, и его обычно оставляли в груди.
Египетские врачи были осведомлены о существовании пульса и связи между пульсом и сердцем. Автор «папируса Смита» даже имел смутное представление о сердечно-сосудистой системе, хотя и не о кровообращении, и он не мог или считал неважным, различать кровеносные сосуды, сухожилия и нервы. Древние египтяне разработали свою теорию «каналов», которые несли воздух, воду и крови в организме по аналогии с рекой Нил; если они будут заблокированы, поля станут нездоровы, и они применяли этот принцип к телу: если человек был болен, то нужно использовать слабительные, чтобы разблокировать «каналы».
Операция была довольно распространённой практикой среди врачей для лечения телесных повреждений. Египетские врачи признавали три категории повреждений: поддающиеся лечению, спорные и неизлечимые заболевания. Излечимые заболевания хирурги быстро оперировали. Спорными болезнями были те, при которых больной мог предположительно прожить без лечения, поэтому пациенты, входившие в эту категорию, наблюдались, и если их болезнь сохранялась, то предпринимались хирургические попытки излечить её. Хирургические инструменты, обнаруженные в археологических памятниках, включают ножи, крюки, свёрла, щипцы, весы, ложки, пилы и вазы с ладаном.
В обнаруженной в 2011 году гробнице придворного лекаря Кара (VI династия, около 2278—2184 годов до н. э.) найдены медные хирургические инструменты с отверстием для подвешивания в специальной коробочке. Эти инструменты, возможно, древнейшие из найденных. Мумия этого врача является древнейшей мумией swnw-лекаря.
Геродот в своей «Истории» отметил практику обрезания среди египтян. Хотя эффективность этой процедуры редко упоминалась, её отсутствие в других культурах часто отмечалось: об отсутствии обрезания у ливийцев неоднократно говорится в папирусах, а из военных кампаний необрезанные фаллосы привозились в качестве трофеев, что свидетельствует об их непривычности. Другие документы, описывающие инициацию в религиозных обществах через обрезание, позволяют предположить, что эта практика была особенной и не получила широкого распространения. Единственное известное изображение процедуры в могиле врача показывает подростков и взрослых, а не детей. Женское обрезание могло применяться на практике, хотя ни одного упоминания о нём в древних текстах нет.
Древние египтяне придавали большое значение гигиене и уходу за собой. Трепетное отношение египтян к чистоте, стирке и мытью посуды отметил Геродот в своей «Истории» (около 440 года до н. э.), заметив, что они «предпочитают опрятность красоте». «Зубными щётками» им служили веточки, палочки или кусочки тканей, а «зубную пасту» изготавливали из дроблённых кореньев растений. Для свежести дыхания полость рта полоскали травяными отварами. Однако состояние зубов большинства египтян оставалось плохим во многом из-за попадания в муку мелких частиц песка или камней, которыми перемалывали зерно. Вероятно, первым дантистом в истории, официально носившим звание стоматолога, был Хесира, живший в XXVIII веке до н. э..
Протезирование в виде искусственных пальцев или глаз существовало, но имело в большей степени эстетический, нежели практический эффект.